# OpenDisc
Проєкт OpenDisc (Відкритий Диск) надає підбірку високоякісного вільного програмного забезпечення на компакт-диску для користувачів Microsoft Windows. Ціллю проєкту є забезпечення вільної альтернативи коштовному пропрієтарному програмному забезпеченню, та навчання користувачів Linux як операційної системи.
Проєкт був створений у вересні 2007 року творцем проєкту OpenCD Крісом Ґреєм (Chris Gray), який стикнувся із численними труднощами, які, на його думку, негативно впливають на прогрес вищезгаданого проєкту, спонсором якого є Canonical. Станом на 27 вересня 2007 року проєкт OpenCD вже не в рамках активного розвитку.

## Версія 07.10
Версія 07.10 включає найостанніші версії, на кінець вересня 2007 року, наступних програм:
- Графіка: Blender (2.44), Dia (0.96.1—7), GIMP (2.2.17), Inkscape (0.45.1—1), NVU (1.0), Scribus (1.3.3.9), Tux Paint (0.9.17)
- Забавки: Battle for Wesnoth (1.2.6a), Enigma (1.01), Neverball (1.4.0), Sokoban YASC (1.393)
- Інтернет: Azureus (2.5.0.4a), FileZilla (2.2.32), Firefox (2.0.0.6), Pidgin (2.1.0), HTTrack (3.41—3), RSSOwl (1.2.3), SeaMonkey (1.1.4), Thunderbird (2.0.0.6), TightVNC (1.3.9), WinSCP (4.0.3)
- Мультимедійні програми: Audacity (1.2.6), Celestia (1.4.1), Really Slick Screensavers (0.1), Stellarium (0.9.0), Sumatra PDF (0.7), VLC (0.8.6c)
- Офісні програми: GnuCash (2.2.1), MoinMoin (1.5.5a-1), Notepad2 (2.0.15), OpenOffice.org (2.2.1), PDFCreator (0.9.3)
- Утиліти: 7-Zip (4.42), Abakt (0.9.5), ClamWin (0.91.1), GTK+ (2.10.13), HealthMonitor (3.1), TrueCrypt (4.3a), Workrave (1.8.4)

## Похідні проєкти
Є декілька відгалужень на основі OpenDisc:
- OpenEducationDisc 09.01: простий англійський інтерфейс для учнів років 11 та вище, сконцентровано на освітній функціональності, включено декілька програм, які не містяться в OpenDisc, наприклад проєкт GANTT, GraphCalc; вибрано для їх освітнього використання. Виграв Teach First змагання проєктів для школи у 2007 році.
- Translations (Переклади): з 2007 року в роботі.

## Подібні проєкти
- Vrije Software CD 07.10 (Dutch)
- GNUWin II
- WinLibre,
- Open Source Software CD
- LoLiWin (фр.)
- Chantra (Thai).
- Das Opensource-DVD Projekt [Архівовано 12 лютого 2008 у Wayback Machine.](нім.)
- The teacher's cdtoolbox / La boîte à outil du prof [Архівовано 22 березня 2021 у Wayback Machine.](англ.),(фр.)
- TheOpenCD Edizione Italiana(італ.)